# Systellaspis curvispina
Systellaspis curvispina is een garnalensoort uit de familie van de Oplophoridae. De wetenschappelijke naam van de soort is voor het eerst geldig gepubliceerd in 1987 door Crosnier.